# Super Massiva
Super Massiva è un personaggio immaginario dei fumetti della Marvel Comics, creata dagli autori Jonathan Hickman (testi) e Jerome Opeña (disegni) nel 2013. È una supercriminale che fa parte di un'organizzazione denominata Ordine Nero, una squadra di extraterrestri asservita a Thanos.

## Biografia del personaggio
Super Massiva è un membro dell'Ordine Nero di Thanos, è un parassita telepatico mentalmente instabile che adora divorare le menti altrui. Quando l'Ordine Nero è alla ricerca del figlio di Thanos, Thane, durante l'arco narrativo dell'Infinito, Super Massiva e Gamma Corvi attaccano la X-Mansion, sconfiggendo facilmente gli X-Men. Ma poco dopo essersi resi conto che Thane non era presente, se ne vanno.
Successivamente l'Ordine Nero, dopo uno scontro cruento contro il Wakanda, riesce ad impossessarsi della città. Super Massiva, per ordine del titano pazzo, si impadronisce della mente di Freccia Nera (sovrano degli Inumani), la quale gli avrebbe impartito mentalmente l'ordine di attivare le bombe nascoste degli Illuminati sotto la Necropoli del Wakanda. Quando gli Illuminati arrivano a salvare Freccia Nera, Super Massiva utilizza la peculiare abilità di Black Bolt per sconfiggerli. Quando la bomba si attiva,  Super Massiva viene affrontata da Maximus il Folle, che ha con sé il detonatore. Dopo che Maximus riesce a disinnescare l'ordigno esplosivo, grazie al potere di Lockjaw, teletrasporta sia la bomba che Super Massiva, in un pianeta lontano e disabitato, la quale muore a causa dell'esplosione.
Durante l'arco narrativo Avengers: No Surrender, Super Massiva torna sotto forma di proiezione psichica, insieme al resto dell'Ordine Nero, grazie a Challenger che li aveva messi contro la Legione Mortale del Gran Maestro. Nel conflitto in Antartide, l'Ordine Nero si ritira dopo che Gamma Corvi, viene ucciso. Super Massiva non si ritira, ma rimane per prendere il controllo di Lady Thor, finendo dissipata da un membro della Legione Mortale.

## Poteri e abilità
Super Massiva è considerata un "parassita mentale" poiché può controllare, rubare e divorare la mente di qualsiasi razza. Inoltre ha la capacità di manipolare la mente di più individui allo stesso momento.

## Altri media

### Televisione
- Super Massiva appare in Avengers Assemble, doppiata da Hynden Walch.[8]
- Super Massiva apparve anche nella serie animata Guardiani della Galassia, doppiata da Hynden Walch.[8]

### Videogiochi
- Super Massiva apparve come mini boss in Marvel: Avengers Alliance.[9]
- Super Massiva, apparve come boss e come personaggio sbloccabile in Marvel Future Fight.[10]
- Super Massiva appare come personaggio giocabile, nel DLC "Infinity War" per Lego Marvel Super Heroes 2.[11]
- Super Massiva appare nel videogioco Marvel: La Grande Alleanza 3 - L'Ordine Nero, doppiata da Hynden Walch.[8]